# Félix Gouin
Félix Gouin (ur. 4 października 1884 w Peypin, zm. 25 października 1977 w Nicei) – socjalistyczny polityk francuski (członek SFIO), głowa tymczasowego rządu francuskiego w 1946 r. (tym samym głowa państwa). Przedtem przewodniczący Zgromadzenia Konsultatywnego Wolnej Francji, a po wyzwoleniu pierwszego Zgromadzenia Narodowego.